# (2067) Aksnes
(2067) Aksnes (1936 DD) – planetoida z pasa głównego asteroid okrążająca Słońce w ciągu 7,87 lat w średniej odległości 3,95 au. Odkryta 23 lutego 1936 roku.